# 954-я испытательная база противолодочного вооружения ВМФ России
954-я испыта́тельная ба́за противоло́дочного вооруже́ния ВМФ Росси́и — воинская часть (соединение) центрального подчинения Военно-Морского Флота России, объект российского военного и геополитического присутствия в Центрально-азиатском регионе.
Расположена в местечке Койсары пригороде города Каракол, на берегу залива Пржевальского озера Иссык-Куль, в Кыргызстане, на высоте 1609 м над уровнем моря.
Сокращённое наименование базы — 954 ИБПВ ВМФ РФ («Озеро»); условное наименование — войсковая часть 87366.

## История
Военно-морская база на берегу озера Иссык-Куль была основана в 1943 году в результате эвакуации сюда полигона «Дагдизель», располагавшегося ранее в дагестанском посёлке Двигательстрой (ныне город Каспийск).
С момента основания нового полигона в акватории озера стали испытывать образцы минного и торпедного вооружения, а также глубинных бомб для нужд военно-морского флота СССР.
Днём рождения базы считается 24 августа 1955 года. Именно тогда над Иссык-Кулем официально был поднят флаг ВМФ СССР. С того же года на базе приступили к тестированию новых образцов водолазного снаряжения и подводных аппаратов.
С 1993 года проводятся испытания исключительно глубоководного водолазного снаряжения и торпедных систем: «Шквал», «Футляр» и других.

## Основная деятельность
Все испытания проводятся с соблюдением требований по безопасности и защиты окружающей среды, как того требуют законодательство Кыргызстана и международные договорённости, установленные между Кыргызстаном и Российской Федерацией. В связи с этим на полигоне испытываются торпеды исключительно с электрическими двигательными установками, без боевых частей и топлива.
Согласно соглашению между Российской Федерацией и Кыргызстаном от 5 июля 1993 года база признана российской собственностью.
Благодаря тому, что вода в Иссык-Куле зимой не замерзает, полигон может выполнять задачи по предназначению круглый год. Значительные глубины озера Иссык-Куль позволяют испытывать все типы современного глубоководного снаряжения и вооружения. Расположение полигона в акватории замкнутого внутреннего водоёма исключает возможность слежения за испытаниями и перехвата испытываемых образцов судами третьих стран.
Изделия оборонных предприятий с разных частей России привозят на озеро по железной дороге до порта Балыкчы, далее баркас доставляет изделия на базу, где они размещаются на торпедных кораблях для проведения испытаний. Основные испытания проводятся в центральной части озера на большом расстоянии от берега, что исключает возможность столкновения изделий с землёй или посторонними предметами.
После проведения испытаний основные элементы двигателей и других испытуемых изделий всплывают из под воды сами. В случае утраты каких-либо частей изделий их достают со дна озера водолазы.
На самой базе установлены очистные сооружения, которые сводят к минимуму возможность загрязнения водоёма в результате испытаний на берегу.[значимость факта?]
В состав базы входит также российско-киргизское совместное предприятие «Улан», которое занимается разработкой нового и испытанием серийного торпедного вооружения, располагается в Пристани-Пржевальске.

## Дополнительные функции
Кроме испытаний, личный состав базы привлекается:
- к научно-исследовательской деятельности, в том числе к проведению археологических исследований дна озера Иссык-Куль;
- для оказания содействия спасателям министерства чрезвычайных ситуаций Кыргызстана в спасении и поиске людей, поднятии затонувших судов, отвечает за поисково-спасательное обеспечение полётов над озером самолётов дислоцированных на авиабазе «Кант»[9];
- для оказания содействия силовым ведомствам Кыргызстана в обеспечении безопасности проводимых на озере массовых мероприятий. Экипажи судов привлекаются к подстраховке сотрудников службы охраны президента Кыргызстана со стороны озера.
- для взаимодействия с местным населением, оказания помощи при проведении различных видов работ, проведения Дней открытых дверей, встреч со школьниками, ежегодного празднования Дня Победы[10].

## Корабельный состав соединения
- Торпедный катер проекта 206. Бортовой номер — ОК-443. Доставлен на озеро в конце 1960-х гг. Имеет два 533-мм торпедных аппарата для отстрела опытных торпед. Использовался при испытаниях подводных ракет типа «Шквал»[11];
- Опытовое судно проекта 1824 «Андрей Лежнин». Бортовой номер — ОС-213. Длина 55 м (самое крупное судно на озере). Капитан судна — Александр Троянов;
- Плавучий стенд проекта 05090 «Шельф»;
- ОКТ (опытный катер-торпедолов) проекта 1416. Бортовой номер — ОС-35;
- ОКТ проекта 1416. Бортовой номер — ОС-368;
- ОКТ проекта 1416. Бортовой номер — ОС-1328;
- Опытный катер проекта Р376 «Койсары». Бортовой номер — ОК-373;
- Катера проекта Р376. Бортовые номера: ОК-458, ОК-471, ОК-1773, ОК-1774 и ОК-1790;
- Катер проекта 371. Бортовой номер — РК-2147;
- Катер-мусоросборщик проекта 1515.

## Видео
- Командир базы ВМФ России на Иссык-Куле поздравил кыргызстанцев с Днём Независимости
- Секретная военная база России на Иссык-Куле / «Настоящее время»
- Празднование Дня ВМФ на Иссык-Кульской базе в 2011 году